# Paroxyethira eatoni
Paroxyethira eatoni är en nattsländeart som beskrevs av Martin E. Mosely 1924. Paroxyethira eatoni ingår i släktet Paroxyethira och familjen smånattsländor. Inga underarter finns listade i Catalogue of Life.